# Caso Henry Borel
El caso Henry Borel se refiere al asesinato del niño brasileño Henry Borel Medeiros (Río de Janeiro, 3 de mayo de 2016 - Río de Janeiro, 8 de marzo de 2021), de cuatro años, ocurrido el 8 de marzo en Barra da Tijuca, Zona Oeste de la ciudad de Río de Janeiro. El niño fue asesinado en el apartamento donde vivían su madre, Monique Medeiros, y su padrastro, médico y concejal, Jairo Souza Santos Júnior, también conocido como Dr. Jairinho, hijo del exdiputado coronel Jairo Ramírez.

## Muerte
Monique informó que se despertó al amanecer, a las 3:30 a. m., con el sonido de la televisión. Se levantó y fue a la habitación de su hijo, donde lo encontró tendido en el piso, con las manos y los pies fríos, y los ojos en blanco. Según ella: “Cuando abrí la puerta del dormitorio, lo vi tirado en el suelo. Tomé a mi hijo, lo puse en la cama”. Monique Medeiros y Jairo Souza fueron acusados de haber cometido el asesinato.
Henry fue enterrado el 10 de marzo de 2021 en el cementerio de Murundu, en el oeste de Río de Janeiro.

## Controversia
El caso generó tanto revuelo en los medios de comunicación, que incluso el Papa Francisco envió una carta al padre y a la abuela del niño como gesto solidario por la pérdida.